# Xã Pleasantdale, Quận Rush, Kansas
Xã Pleasantdale (tiếng Anh: Pleasantdale Township) là một xã thuộc quận Rush, tiểu bang Kansas, Hoa Kỳ. Năm 2010, dân số của xã này là 31 người.